# Aéroclub des grèves du Mont Saint Michel
L'aéroclub des grèves du Mont Saint Michel est une association loi de 1901 située sur l'aérodrome d'Avranches-Le Val-Saint-Père (département de la Manche, région de Basse-Normandie).
Fondé en 1934, l'aéroclub des grèves doit son nom à la situation de son aérodrome d'attache, installé sur une zone submersible de la baie du Mont Saint-Michel.
Comme tout aéroclub, il fait de la formation (brevet de base de pilote d'avion  et brevet de pilote privé ou PPL), met des avions à la disposition de ses membres brevetés et fait des baptêmes de l'air (promenades aériennes pour des personnes non-membres du club).
Environ 1 000 heures de vol annuelles (moyenne sur les cinq dernières années) sont effectuées par une centaine de membres grâce à quatre avions (un CP305 Emeraude, un Robin DR400-120, un Robin DR400-160LR et un Breezer B600). En 2016, l'aéroclub totalise 1 070 heures de vol.
La formation est assurée par quatre instructeurs bénévoles.
L'aéroclub des grèves est affilié à la Fédération française aéronautique (FFA) et est agréé Jeunesse et Sports.